# Женералитет Каталонии

Эмблема Женералитета

Женералитет (Женералитат) Каталонии (кат. Generalitat de Catalunya) — высший орган самоуправления автономного сообщества Каталонии, включающий в себя парламент и правительство (Исполнительный совет) Каталонии и возглавляемый президентом Женералитета, выполняющим функции главы Каталонии.

## История
В Каталонии был создан один из первых парламентов в Европе — кортес, или Кортс каталанас. Впервые как представительный орган дворянства, духовенства и горожан он собрался в 1289 году и был признан официальным органом в 1359 году. Основы самоуправления Каталонии письменно зафиксированы в «Положении об автономии». Правительство с резиденцией в Барселоне считается преемником власти существовавших с 1359 года Кортесов, сословно-представительских собраний, и состоит из Парламента со 135 депутатами и Исполнительного Совета.
Ещё одно средневековое учреждение — Diputació del General de Catalunya, где «General» означает политическое сообщество каталонцев. Отсюда и название органа самоуправления Каталонии — Женералитет.
По мнению законодателей 1931 года, учреждение было подходящим для использования в качестве легитимационной базы для создания современного каталонского самоуправления. Женералитет Каталонии был восстановлен в южной части Каталонии и получил современную политическую и представительную функцию регионального правительства Каталонии в 1932 году во время Второй Испанской Республики.
В бытность двух президентов Женералитета — Франсеска Масии (1931—1933) и Льюиса Компаниса (1934—1939) республиканские органы самоуправления Каталонии провели значительные реформы, несмотря на серьёзный экономический кризис и его социальные последствия и политические изменения в течение этого периода.
После того, как правая коалиция выиграла испанские выборы в 1934 году, левые лидеры Женералитета восстали против испанских властей, и работа Женералитета была временно приостановлена с 1934 по 1936 год.
В 1939 году, когда гражданская война закончилась поражением республиканцев, Женералитет Каталонии был упразднен. Президент Каталонии, Льюис Компанис, подвергся пыткам и был казнен в октябре 1940 года по обвинению в «военном мятеже».
После проведённого 1 октября 2017 года референдума о независимости Каталонии, испанское правительство 27 октября 2017 года распустило Женералитет и ввело прямое управление Каталонией из Мадрида в соответствии с положениями ст. 155 Конституции Испании. Непосредственное управление автономным сообществом было возложено на Сорайю Саэнс де Сантамария. Новый президент Женералитета был избран только 14 мая 2018 года после прошедших внеочередных выборов в каталонский парламент. Им стал Жоаким (Ким) Торра, сторонник независимости Каталонии. Прямое управление со стороны правительства Испании продолжалось до приведения к присяге правительства Торры 2 июня 2018 года.
По суду в декабре 2019 года Жоаким Торра был лишен полномочий на 18 месяцев, Избирком в 2020 году 3 января лишил мандата вслед за судом. 28 сентября 2020 года Пере Арагонес назначен новым президентом Женералитета.

## Структура
С 1979 года Женералитет (Женералитат) Каталонии является высшим органом самоуправления автономного сообщества, входящим в испанскую государственную систему конституционной монархии и включающим в себя парламент и правительство (Исполнительный совет) Каталонии. Несмотря на то, что в состав Женералитета, помимо собственно правительства (Исполнительного совета), также входят парламент и президент Женералитета, этот термин зачастую употребляется для обозначения исполнительной власти Каталонии.

## Президенты
Президент Женералитета, являющийся по должности главой автономного сообщества Каталония, избирается парламентом на 4 года. Президенты Женералитета, начиная с 1931 года:
- Франсеск Масия (1931—1933),
- Луис Компанис (1933—1940, в изгнании 1939—1940),
- Жозеп Ирла[кат.] (1940—1954, в изгнании),
- Жозеп Таррадельяс[кат.] (1954—1980, в изгнании 1954—1977),
- Жорди Пужоль (24 апреля 1980 — 20 декабря 2003),
- Паскуаль Марагаль (20 декабря 2003 — 28 ноября 2006),
- Хосе Монтилья (28 ноября 2006 — 18 декабря 2010),
- Артур Мас (18 декабря 2010 — 10 января 2016),
- Карлес Пучдемон (10 января 2016 — 27 октября 2017),
- Сорайя Саэнс де Сантамария (и.о) (28 октября 2017 — 17 мая 2018),
- Жоаким (Ким) Торра (17 мая 2018 — 3 января 2020),
- Пере Арагонес (28 сентября 2020 — 10 августа 2024),
- Сальвадор Илья (с 10 августа 2024).